# Oleg Jurijovics Matvjejev
Oleg Jurijovics Matvjejev (ukránul: Олег Юрійович Матвєєв; Rosztov-na-Donu, Szovjetunió, 1970. augusztus 18. –) ukrán labdarúgócsatár.